# Тобиас, Владимир Иванович
Владимир Иванович Тобиас (6 июля 1929 года, Кинешма — 2 июля 2011 года) — советский и российский энтомолог, вице-президент (с 1971) Всесоюзного энтомологического общества (в 2009—2011 и. о. президента), крупнейший специалист по паразитическим перепончатокрылым, доктор биологических наук (1969), профессор (1991); Академик РАЕН (2001). Описал более полутора тысяч новых для науки видов насекомых. Создатель школы специалистов-гименоптерологов бывшего СССР и России.

## Биография
- Родился 6 июля 1929 года в г. Кинешма Ивановской области[2].
- В 1948—1953 году обучался в ЛГУ по кафедре энтомологии.
- С 1953 — аспирант, младший, старший, главный научный сотрудник Зоологического института АН СССР-РАН.
- С 1960 — учёный секретарь Всесоюзного энтомологического общества.
- В 1961—2002 заведующий Отделением перепончатокрылых насекомых ЗИН РАН.
- С 1969 — доктор биологических наук.
- С 1971 — вице-президент Всесоюзного энтомологического общества.
- С 1974 преподавал энтомологию в Ленинградском (Санкт-Петербургском) государственном университете.
- С 1986 — главный научный сотрудник ЗИН РАН.
- С 1991 — профессор.
- С 1994 — Член-корреспондент РАЕН.
- С 2001 — Академик РАЕН.

Похоронен на Смоленском православном кладбище Санкт-Петербурга.

## Направления работ
Один из крупнейших в мире специалистов по систематике, биономии, зоогеографии и эволюции перепончатокрылых насекомых, в том числе по наездникам-браконидам (сем. Braconidae). Только из одного рода Microchelonus (из подсемейства Cheloninae) им описано 357 новых видов. Многие годы читал лекции о насекомых-энтомофагах на кафедре энтомологии Ленинградского (ныне Санкт-Петербургского) государственного университета, подготовил более 30 кандидатских диссертаций. Вёл большую работу в составе оргкомитетов по подготовке и проведению 4-12-го съездов ВЭО/РЭО, был членом президиума и Совета РЭО, редактором материалов съездов и трудов общества.
В своих книгах и статьях Тобиас описал несколько сотен новых для науки видов сем. Braconidae, а также несколько родов, триб и подсемейств (Acampsocheloninae, Betylobraconinae, Diospilitinae, Meteorideinae, Telengainae), рецентные (из Средней Азии и Австралии) и ископаемые (из балтийского янтаря). Всего им выделено 22 новых подсемейства, трибы и подтрибы, описано 65 родов и подродов и 1585 новых видов.

## Экспедиции
Россия (Ленинградская, Новгородская, Воронежская, Волгоградская и Челябинская области, Приморский край).
Средняя Азия (Туркмения, Узбекистан, Таджикистан, Кыргызстан), Казахстан, Кавказ (Краснодарский край, Армения, Грузия, Азербайджан), Литва, Белоруссия, Украина (включая Крым), Молдавия.
Австралия.

## Труды
Всего более 350 публикаций, включая 9 монографий.
- Тобиас В. И. Материалы к познанию фауны наездников-ализиин (Hymenoptera, Braconidae, Alysiinae) Ленинградской области. 1962. Тр. Зоол. инст. АН СССР. Т. 31. С. 81-137.
- Тобиас В. И. Вопросы классификации и филогении сем. Braconidae (Hymenoptera). 1968. Чтения памяти Н. А. Холодковского, 1967 г. Л.: Наука. С. 3-43.
- Tobias V.I. A review of the Braconidae (Hymenoptera) of the USSR. 1975. New Delhi. 164 p.
- Тобиас В. И. Бракониды Кавказа. 1976. Изд. Наука. 287 с.
- Тобиас В. И. Жилкование крыльев браконид (Hymenoptera, Braconidae), его таксономическое значение и эволюция. Тр. Всесоюз. энтомол. общ-ва. Т. 58. С. 119—144.
- Тобиас В. И. (ред. и автор или первый автор) Отряд Hymenoptera — Перепончатокрылые. Семейство Braconidae — Бракониды. 1986. Определитель насекомых европейской части СССР. Т. 3. Четвёртая часть. 500 с.; Пятая часть: с. 1-231, 284—307, Сем. Aphidiidae — Афидииды, с. 232—283, 308.
- Тобиас В. И. Наездники рода Microchelonus (Hymenoptera, Braconidae) Монголии. 1989. Насекомые Монголии. Л., Наука. Т.10. С.413-505.
- Белокобыльский С. А., Тобиас В. И. Сем. Braconidae — Бракониды. Определитель насекомых Дальнего Востока России. Т. 4. Часть 3. 1998. С. 8-656; Часть 4. 2000. С. 8-571 (Там же: Сем. Paxylommatidae — Паксиломматиды, с. 572—576, сост. В. И. Тобиас).

## Память
В честь Тобиаса названы многие виды, роды и другие таксоны животных:
- Триба Tobiasitini Kasparyan, 1988 (отряд Hymenoptera: семейство Paxylommatidae)
- Роды (5) Tobiasia Trjapitzin, 1962 (Hymenoptera: Encyrtidae), Tobiasiana Kovalev, 1979 (Eucoilidae), Tobiasites Kasparyan, 1988 (Ichneumonidae), Tobiasnusa Рарр, 2004 (Braconidae), Tobiason Belokobylskij, 2004 (Braconidae)
- Виды (71): Africadesha tobiasi Quicke et Ingram, 1993 (Hymenoptera: Braconidae), Andrena tobiasi Osytshnjuk, 1983 (Andrenidae), Apanteles tobiasi Balevski, 1980 (Braconidae), осы Gorytes tobiasi (Crabronidae), муравьи Gesomyrmex tobiasi Dubovikov, 2004 (Formicidae) и Myrmica tobiasi Radchenko et Elmes, 2004 (Formicidae), и многие другие.